# Manjlegaon
Manjlegaon is een nagar panchayat (plaats) in het district Beed van de Indiase staat Maharashtra. 

## Demografie
Volgens de Indiase volkstelling van 2001 wonen er 43.969 mensen in Manjlegaon, waarvan 51% mannelijk en 49% vrouwelijk is. De plaats heeft een alfabetiseringsgraad van 64%. 